# 分岐点 (アルバム)
『分岐点』（ぶんきてん）は、吉岡秀隆の1枚目のオリジナル・アルバム。1994年5月20日発売。発売元はポニーキャニオン。

## 概要
「ラストソング」でデビュー以降、俳優活動と傍らに制作された1枚目のアルバムである。

## 収録曲
全作詞・作曲：吉岡秀隆
1. 分岐点
2. 北風に吹かれて
コーラスには吉岡の同級生が参加している[1]。
3. 月
4. 吐いたツバ
5. 無明
6. この街の二人
7. 工場跡の空地
8. どうしようもないこと
9. 心弱き君へ・・・